# Henry Hastings Sibley
Henry Hastings Sibley, född 20 februari 1811 i Detroit, Michiganterritoriet, död 18 februari 1891 i Saint Paul, Minnesota, var en amerikansk demokratisk politiker och general. Han var den första guvernören i delstaten Minnesota 1858–1860.
Sibley studerade juridik. Han gifte sig 1843 med Sarah Jane Steele. Han representerade Wisconsinterritoriet som en icke röstberättigad delegat i USA:s kongress 1848-1849. Minnesotaterritoriet grundades 1849 och Sibley fick sedan representera det territoriet som en icke röstberättigad delegat i kongressen fram till 1853.
När Minnesota 1858 blev delstat, valdes Sibley till delstatens guvernör. Han efterträddes 1860 av Alexander Ramsey.
Sibley är begravd på Oakland Cemetery i Saint Paul.